# Bataille de la rivière Fei
Guerres entre la dynastie Jin et les Seize Royaumes
La bataille de la rivière Fei (chinois traditionnel : 淝水之戰 ; chinois simplifié : 淝水之战; pinyin : Féishŭi zhī zhàn) est une bataille de 383 où l'empereur Fu Jiān du Qin antérieur est vaincu par l'armée de la dynastie Jin, pourtant en désavantage numérique. La rivière Fei n'existe plus de nos jours et on pense qu'elle s'écoulait a proximité des villes contemporaines de Lu'an et Anhui, près de la rivière Huai.
C'est une des batailles les plus significatives de l'histoire de la Chine. Elle a entraîné la perte de l'empire du Qin antérieur à la suite d'une guerre civile et assuré la survie de la dynastie Jin et des autres régimes au sud du Yangzi Jiang.

## Situation avant la bataille
L'État des Qin antérieurs, fondé par l'ethnie Di (氐), s'agrandit rapidement durant les années 350 à la suite de ses succès militaires. Fu Jiān, neveu du fondateur, est un chef plein d'ambitions. En 370, il conquiert la région du Yuan et en 373 il enlève aux Jin les actuels Sichuan et Chongqing. En 379, la cité stratégique de Xiangyang, véritable porte vers le moyen Yangtze tombe dans les mains des Qin. Vers 381, toute la Chine du nord est conquise et Fu Jiān se prépare à l'invasion du sud.
En mai 383, une armée Jin de 100 000 hommes commandée par Huan Chong tente de récupérer Xiangyang mais est repoussée par une armée Qin de 50 000 hommes. En réponse à cette attaque, Fu Jiān ordonne la mobilisation générale contre son ennemi : un homme actif sur dix est intégré dans l'armée, tandis que 30 000 gardes (羽林郎) sont rassemblés. En août 383, Fu Jiān envoie en mission son frère, Fu Rong le gouverneur de Yangping, à la tête de 300 000 hommes pour prendre pied sur le territoire ennemi et ce bien que Rong s'oppose à cette campagne. Plus tard dans le même mois, Fu Jiān marche avec le reste de l'armée depuis Xi'an, pour atteindre Xiangcheng en septembre. Diverses compagnies sont envoyées dans la province du Sichuan, mais l'offensive principale vise la cité de Shouchun sur la rivière Huai. L'empereur Jin Xiaowudi s'active dans la préparation des défenses. Il donne à Huan Chong la responsabilité de la défense du Yangzi. Les généraux Xie Shi (謝石) et Xie Xuan (謝玄) sont chargés de la défense du point stratégique que représente la rivière Huai. Pour mener à bien cette mission, ils sont mis à la tête d'une armée de 80 000 hommes d'élite (北府兵). Quant au premier ministre Xie An, il supervise les opérations militaires, et malgré son manque d'expérience militaire, il s'occupe aussi de calmer les sujets et l'administration paniqués.

### Armée des Qin antérieurs
Les forces de Fu Jiān sont composées de soldats venant des nombreux peuples des territoires du nord récemment conquis, ainsi que de cavaliers nomades Xianbei et Xiongnu. La plupart de ces hommes n'ont pas une grande loyauté envers l'empereur des Qin car beaucoup d'entre eux sont levés de force ou en tant que mercenaires. À cause du manque d'entraînement, les ordres donnés par les officiers sont souvent mal suivis par l'armée.

### Armée des Jin
Les soldats de l'armée de Xie Xuan sont beaucoup plus motivés par la protection de leur pays, sont disciplinés et ont une très bonne connaissance du terrain.

## La bataille
En octobre 383, l'armée des Qin antérieurs, dirigée par Fu Rong, s'empare de la ville de Shouyang (壽陽, ce qui correspond actuellement à la ville de Lu'an, Anhui), une puissante cité de l'empire Jin. Voyant là une occasion à saisir pour abattre rapidement les Jin, Fu Jiān laisse le gros de ses troupes à Xiangcheng et prend la tête d'une unité de cavalerie légère de 8 000 hommes pour rejoindre Fu Rong. En même temps, Fu Jiān utilise Zhu Xu (朱序), un officiel des Jin retenu prisonnier par les Qin, pour essayer de convaincre Xie Shi de se rendre. Au lieu de délivrer le message prévu, Zhu prévient Xie Shi que toute l'armée des Qin n'est pas encore là et qu'il n'a qu'une simple avant-garde en face de lui. Zhu suggère à Xie de profiter de la situation pour contrer les plans des Qin en détruisant l'avant-garde . Suivant les conseils de Zhu, Xie Xuan et Liu Laozhi (劉牢之) prennent la tête d'un corps d'armée constitué de 5 000 hommes d'élites et attaquent l'avant-garde des Qin. Ces derniers subissent une cuisante défaite et perdent 15 000 hommes dans la bataille. Après cette victoire, les généraux Jin déploient leurs troupes en face des Qin de manière à occuper le plus d'espace possible. Le but de cette manœuvre est de faire croire aux Qin que les Jin ont autant de troupes qu'eux, ce qui est loin d'être le cas. La combinaison de quelques défaites mineures et de ce déploiement en trompe-l'œil amène Fu Jiān à surestimer le nombre de soldats de l'armée des Jin.
Finalement, au lieu de foncer sur Souchun, les troupes des Qin antérieurs établissent leur campement à l'ouest de la rivière Fei en novembre 383. Les troupes des Jin s’arrêtent à l'est de la même rivière et ne peuvent avancer plus loin. Xie Xuan envoie un messager à Fu Rong pour lui suggérer de retirer ses troupes plus à l'ouest, ce qui permettrait aux Jin de traverser la rivière, le but de la manœuvre étant de pouvoir enfin commencer la bataille tant attendue entre les deux empires. La plupart des généraux Qin s'opposent à ce plan, car faire manœuvrer une armée aussi imposante que celle de Fu Rong est très compliqué et les bénéfices à retirer d'un tel mouvement sont trop maigres. De plus, les troupes des Qin sont des conscrits mal entraînés, ce qui ne fait que compliquer un peu plus la manœuvre. Fu Jiān ne les écoute pas et préfère retirer son armée pour ensuite attaquer les Jin lorsque leurs troupes traverseront la rivière, afin de profiter d'un avantage tactique en attaquant une armée coupée en deux. Fu Rong approuve ce plan et donne l'ordre aux troupes de se retirer.
C'est à ce moment-là que les tactiques d'embuscade et de corruption des Jin payent. De nombreux soldats des Qin ne comprennent pas pourquoi ils doivent subitement battre en retraite. Alors qu'ils se replient et qu'ils sont démoralisés, les soldats Qin succombent à la panique lorsque Zhu Xu se met à crier : "L'armée Qin a été vaincue !". Xie Xuan ainsi que les généraux Xie Yan (謝琰) et Huan Yi (桓伊) traversent la rivière et lancent toutes leurs troupes à l'attaque. La rumeur voulant que "les Qin sont vaincus" se répand comme une trainée de poudre et l'armée sombre dans le chaos. Fu Rong tente personnellement de ramener le calme et de rallier ses troupes, mais son cheval s'effondre et il est tué par l'avancée des troupes des Jin .
Après avoir vu à quel point les empreintes de pieds et les traces des roues des chariots sont chaotiques, les généraux des Jin comprennent que l'armée ennemie n'est pas en train de se replier en bon ordre mais est en déroute. Ils décident de pousser leur avantage et lancent toutes leurs troupes à la poursuite des Qin antérieurs, jusqu'à ce que toute l'armée de ces derniers finisse par se disloquer.
Les fuyards laissent derrière eux un stock important de nourriture, d'armes et de matériel divers, car les soldats se sont enfuis sans se préoccuper du reste. On estime qu'au cours de cette retraite chaotique, entre 70 et 80% des soldats de l'armée des Qin antérieurs meurent au combat, de faim ou à cause du climat
Selon la légende, pendant qu'il était en train de fuir, Fu Jiān se serait tourné vers le ciel en hurlant « Les dieux m'ont détruit(天亡我也) ».

## Conséquences
L'armée de la dynastie Jin a réussi à vaincre l'armée bien supérieure en nombre des Qin antérieurs, en subissant des pertes très faibles. Dans la déroute qui a suivi la bataille, la plus grande partie des fuyards ont été tués, ce qui affaiblit considérablement le potentiel militaire des Qin. Fu Jiān ne réussit pas à rallier ses troupes et reconstruire son armée, même après avoir réussi à rejoindre Luoyang sous la protection des 30 000 hommes de l'armée de Murong Chui, un des rares généraux à être parvenu à garder le contrôle de ses soldats.
Dès que la nouvelle de la défaite de la rivière Fei se répand, des révoltes paysannes éclatent dans tout le territoire des Qin antérieurs. Murong Chui saisit cette occasion et demande à Fu Jiān de lui confier une armée pour mater les rebelles de l'est de l'empire. Au lieu de remplir sa mission, Murong Chui se rebelle à son tour au début de l'année 384, ce qui déclenche une réaction en chaîne, les Xianbei et les Qiang se rebellant à leur tour. Chang'an, la capitale des Qin antérieurs, tombe en 385 entre les mains des Xianbei des Yan postérieurs, et Fu Jiān meurt la même année, exécuté par Yao Chang, un de ses anciens généraux et fondateur du royaume des Qin postérieurs. Même si les Qin antérieurs continuent d'exister jusqu'en 394, il ne retrouveront jamais leur puissance et leur gloire perdue,. Enfin, après la bataille, les Jin remontent vers le nord jusqu'à arriver sur les rives du fleuve Jaune. Ces territoires reconquis permettent ensuite à Liu Yu d'organiser ses expéditions victorieuses contre les royaumes du Nord.
Cette bataille est célèbre non seulement en raison de son importance dans l’histoire, mais aussi parce qu’elle a démontré l’importance de la formation des troupes, de leur moral, de leur loyauté et de l'organisation de la chaîne de commandement. Enfin, cette bataille est également importante parce qu’elle permet à la Chine du Sud de rester indépendante jusqu’en 589, lorsque la Chine du nord est à nouveau dirigée par des Chinois, cette fois de la dynastie Sui.

## Liens Externes
- Battle of Feishui Discussions et analyses historiques de cette bataille.